# The Awakening (album Merciless)
The Awakening – pierwszy album zespołu muzycznego Merciless. Nagrany w 1989 roku a wydany rok później przez
norweską wytwórnię muzyczną Deathlike Silence Productions. W roku 1999 francuska wytwórnia muzyczna Osmose Productions dokonała reedycji albumu dodając 4 dodatkowe utwory z koncertów zespołu.

## Lista utworów
1. „Pure Hate” – 3:27
2. „Souls of the Dead” – 2:59
3. „The Awakening” – 3:09
4. „Dreadful Fate” – 2:45
5. „Realm of the Dark” – 3:51
6. „Dying World” – 4:16
7. „Bestial Death” – 2:24
8. „Denied Birth” – 4:02

### Dodatkowe utwory w reedycji albumu
Źródło
9. „Bestial Death (Live)” – 2:20
10. „The Awakening (Live)” – 3:10
11. „Nuclear Attack (Live)” – 2:27
12. „Pure Hate (Live)” – 3:10

## Twórcy
- Roger "Rogga" Pettersson – wokal
- Erik Wallin – gitara elektryczna
- Fredrik Karlén – gitara basowa
- Stefan "Stipen" Carlsson – perkusja